# Šťavnatka Hedrychova
Šťavnatka Hedrychova (Hygrophorus hedrychii) je vzácný druh houby z čeledi šťavnatkovité (Hygrophoraceae). V Červeném seznamu hub České republiky je druh uveden jako ohrožený.

## Znaky
Klobouk dorůstá 3–6 cm v průměru, tvarem postupně přechází z klenutého na plochý, přičemž vyniká středový hrbolek. Okraje jsou plstnaté, poměrně dlouho podvinuté. Pokožka je slizká, barvu má bílou, slonovinovou, narůžovělou až lehce žlutočervenou, ve středové části je odstín tmavší, někdy až lehce hnědý.
Lupeny jsou bílé, bělavé, jemně růžové až pleťové, u třeně jsou připojené či sbíhavé, na klobouku jsou řídce uspořádané. Výtrusný prach je bílý.
Třeň je 3–8 cm dlouhý, válcovitý, slizký, v nejvyšší části jemně vločkatý, barvu má trochu sytější než klobouk, báze je ztenčená, vřetenovitá.
Dužnina je pleťová nebo bílá s růžovým nádechem, chuťově je mírná, nasládlá, vůně je buď nakyslá, nebo připomíná hyacint, toaletní mýdlo nebo larvy drvopleně obecného.

## Užití
Nejedlý druh.

## Ekologie
V podzimních měsících roste tento druh šťavnatky vzácně na výživných, zásaditých, vápnitých substrátech, je mykorhizně vázán na břízy.

## Rozšíření
Druh je rozšířen v oblastech Evropy (zejména Skandinávie a Alp) a Ruska.

## Galerie

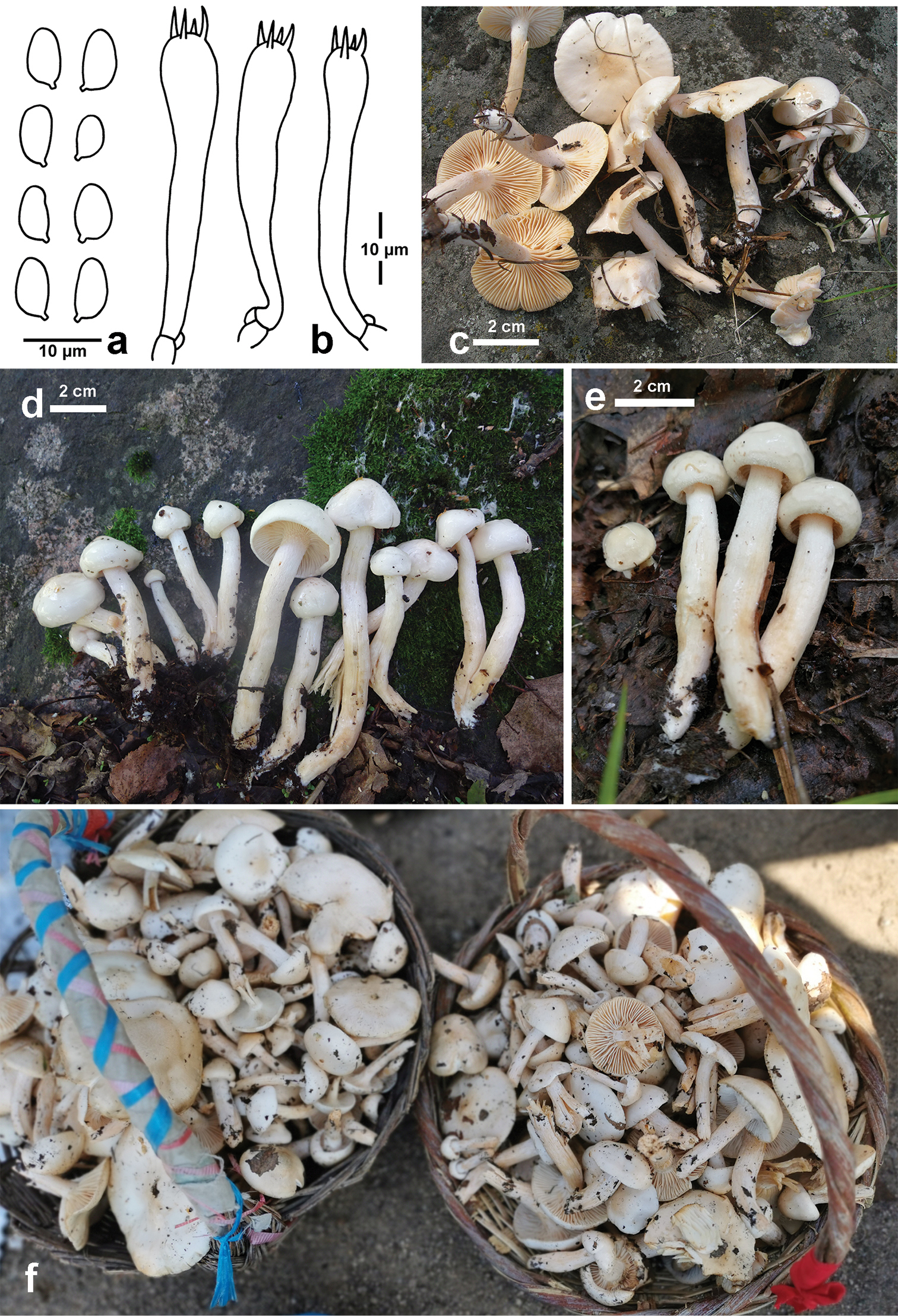

## Možnost záměny
- Šťavnatka drvopleňová (Hygrophorus cossus)
- Šťavnatka slonovinová (Hygrophorus eburneus)
- Šťavnatka Lindtnerova (Hygrophorus lindtneri)
- Voskovka panenská (Hygrocybe virginea)
- Šťavnatka rezavějící (Hygrophorus discoxanthus)[1][2][5]